# Mahala Raï Banda (album)
Mahala Raï Banda is het eerste album van de Roemeense band Mahala Raï Banda.
Het album komt uit 2004 en is gemixt en geproduceerd door dj Shantel. Pas in 2007 wordt de band bekend nadat het nummer Mahalageasca gebruikt wordt in de film Borat: Cultural Learnings of America for Make Benefit Glorious Nation of Kazakhstan en hierna op single verschijnt.

## Tracklist
- 01 Mahalageasca
- 02 Red Bula
- 03 l'Homme qui boit (The man who drinks)
- 04 Spoitoresa
- 05 Morceau d'Amour
- 06 Romni Latci
- 07 Kibori
- 08 Gaida
- 09 Iest Sexy
- 10 Tabulhaneaua
- 11 Colindat
- 12 Romano Dance
- 13 Bonus video: Mahala Raï Banda performing Mahalageasca at a cristening party in Clejani, Romania